# Chu kỳ Kitchin
Chu kỳ Kitchin là một chu kỳ kinh doanh ngắn, kéo dài khoảng 40 tháng, được nhà kinh tế học người Anh là Joseph Kitchin phát hiện trong thập niên 1920.
Bản thân Kitchin giải thích sự tồn tại của các chu kỳ ngắn hạn (mà ông cho là bằng 3 năm 4 tháng) bằng sự dao động của các nguồn dự trữ vàng trên thế giới, tuy nhiên ngày nay thì giải thích như vậy không thể coi là thỏa đáng. Trong học thuyết của kinh tế học hiện đại thì cơ chế phát sinh các chu kỳ này thường gắn với độ trễ thời gian trong chuyển động của thông tin có ảnh hưởng tới việc ra quyết định của các hãng kinh doanh. Các công ty kinh doanh phản ứng với sự cải thiện tình thế thương mại thông qua sự gia tăng sản phẩm đầu ra bằng việc sử dụng hết công suất các nguồn lực chiếm hữu (như vốn cố định, vốn lưu động và nguồn nhân lực). Kết quả là trong một khoảng thời gian nhất định nào đó (từ vài tháng tới vài năm) thị trường dần dần tràn ngập hàng hóa với số lượng ngày càng trở nên dư thừa. Cầu giảm, dẫn tới giá giảm, và hàng hóa đã sản xuất ra tồn đọng trong các kho hàng dự trữ, điều này thông báo cho các nhà sản xuất-kinh doanh về sự cần thiết phải giảm công suất. Tuy nhiên, quá trình này phải mất một khoảng thời gian. Phải mất một khoảng thời gian để thông tin cho rằng cung đã vượt cầu một cách đáng kể tới được các doanh nhân này. Tiếp theo, họ phải mất một khoảng thời gian nhất định để kiểm tra thông tin này và ra quyết định giảm sản xuất, cũng như một khoảng thời gian để hiện thực hóa quyết định này (đó chính là độ trễ thời gian sinh ra chu kỳ Kitchin). Một độ trễ liên quan khác là độ trễ giữa việc hiện thực hóa quyết định nói trên (để các nguồn lực chiếm hữu làm việc dưới mức toàn dụng) và sự giảm xuống của lượng hàng hóa dư thừa đã tồn kho. Tuy nhiên, sau khi sự suy giảm này diễn ra thì người ta có thể quan sát thấy các điều kiện cho một pha mới của sự tăng cầu, giá cả, sản lượng đầu ra v.v..